# Guantangyi (köpinghuvudort i Kina, Hubei Sheng, lat 29,78, long 114,09)
Guantangyi är en köpinghuvudort i Kina. Den ligger i provinsen Hubei, i den centrala delen av landet, omkring 92 kilometer söder om provinshuvudstaden Wuhan. Antalet invånare är 47 552. Befolkningen består av 22 849 kvinnor och 24 703 män. Barn under 15 år utgör 17,0 %, vuxna 15-64 år 73 %, och äldre över 65 år 8,0 %.
Runt Guantangyi är det tätbefolkat, med 257 invånare per kvadratkilometer. Närmaste större samhälle är Xianning, 17,4 km nordost om Guantangyi. I omgivningarna runt Guantangyi växer huvudsakligen savannskog.
Genomsnittlig årsnederbörd är 1 972 millimeter. Den regnigaste månaden är maj, med i genomsnitt 280 mm nederbörd, och den torraste är januari, med 51 mm nederbörd.